# Dragueur de mines

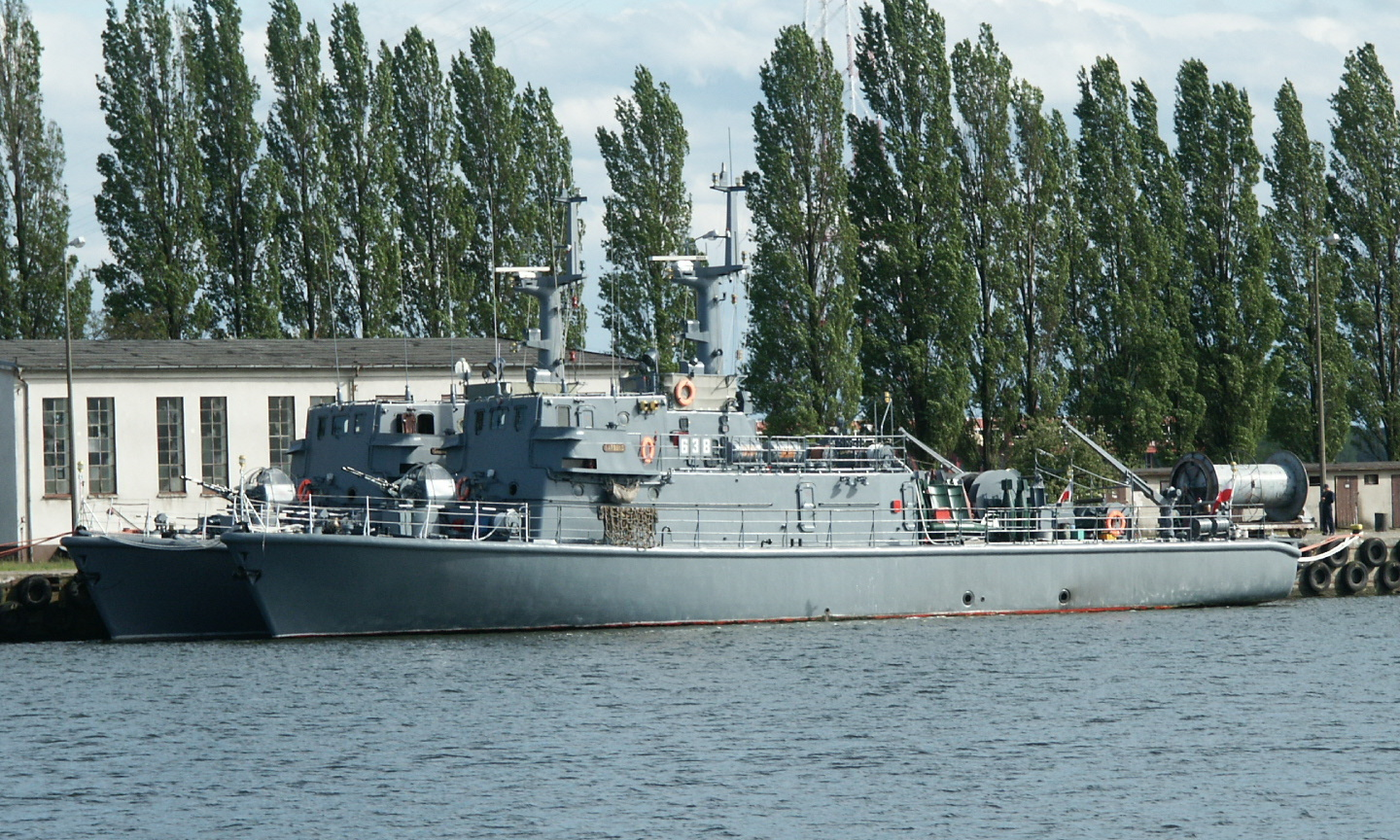
Dragueurs de mines polonais

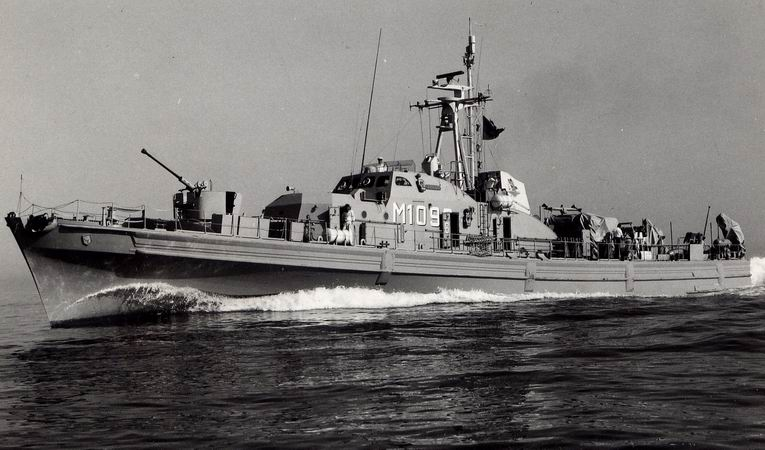
Dragueur de mines de petits fonds de la marine allemande en 1972

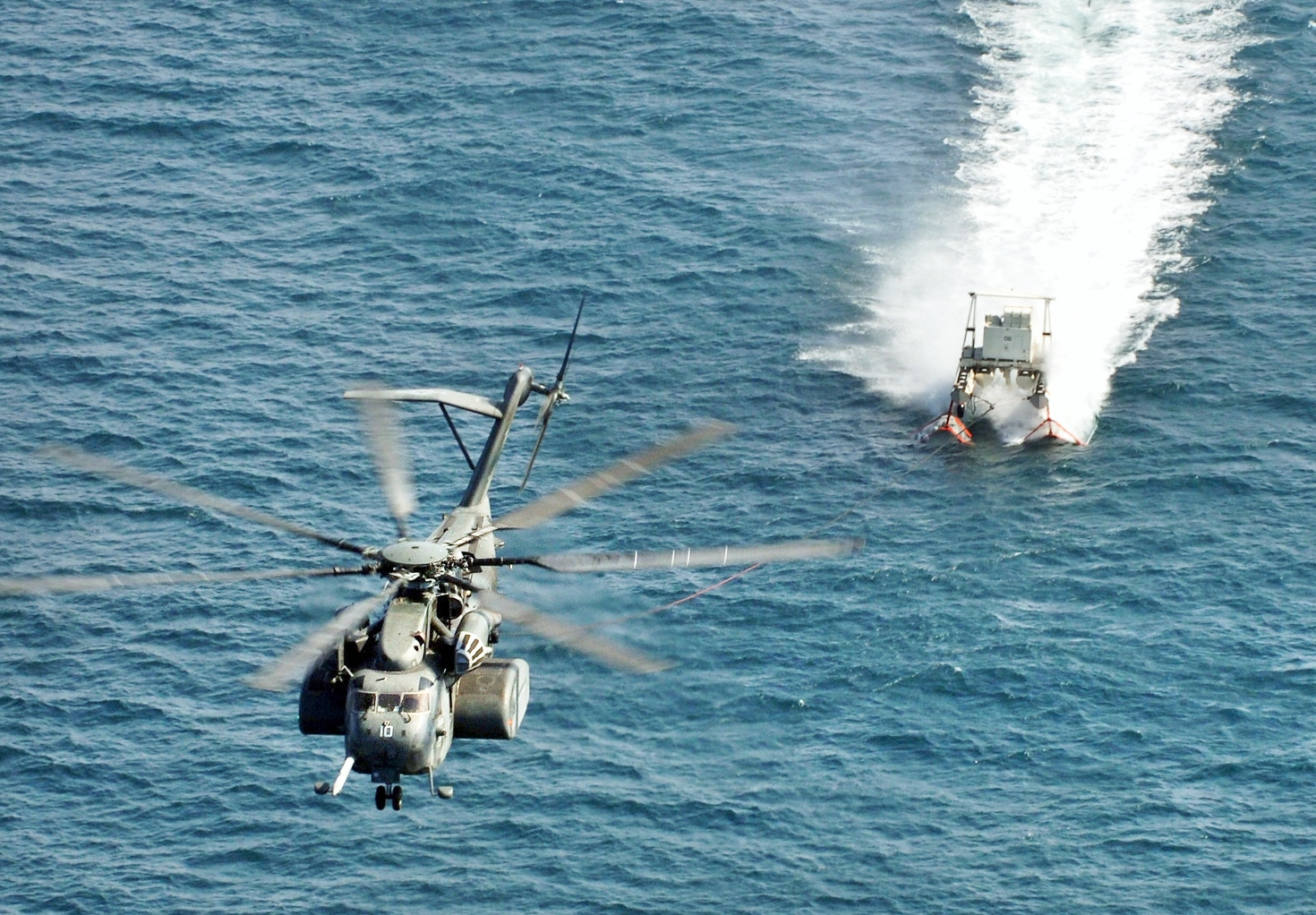
Dragage de mines par engin tiré par hélicoptère

Un dragueur de mines est un navire de guerre de faible tonnage qui utilise une drague, c'est-à-dire un  dispositif mécanique, ou bien à influence magnétique ou acoustique. Ces dragues sont  remorquées dans des zones susceptibles d'être minée :
- le dragage mécanique consiste à cisailler les orins des mines à contact pour les faire remonter à la surface et les détruire au canon léger ou au fusil ;
- le dragage à influence consiste à faire exploser les mines magnétiques et/ou acoustiques en déclenchant leur mise à feu.

Contrairement au chasseur de mines, le dragueur ne détecte pas les mines et travaille "en aveugle".
Depuis les années 1980 les dragueurs ont progressivement été remplacés par des chasseurs de mines et depuis le milieu des année 1990, il n'y a plus de dragueurs de mines en service dans la Marine nationale française.

## Sécurité
Les opérations de dragage sont particulièrement dangereuses. Les dragueurs sont donc construits en conséquence :
- immunisation magnétique : construction en bois, utilisation de métaux non ferreux, boucles d'immunisation ;
- réduction de la signature acoustique ;
- bonne résistance aux chocs des explosions sous-marines.

Néanmoins, les dragueurs sont vulnérables, c'est pourquoi en France le dragage des mines à influences, magnétique et acoustique s'effectuait « à la traîne » (derrière le dragueur) et non plus « à l'aplomb » (sous le dragueur) dès le début des années 1960.

## Histoire

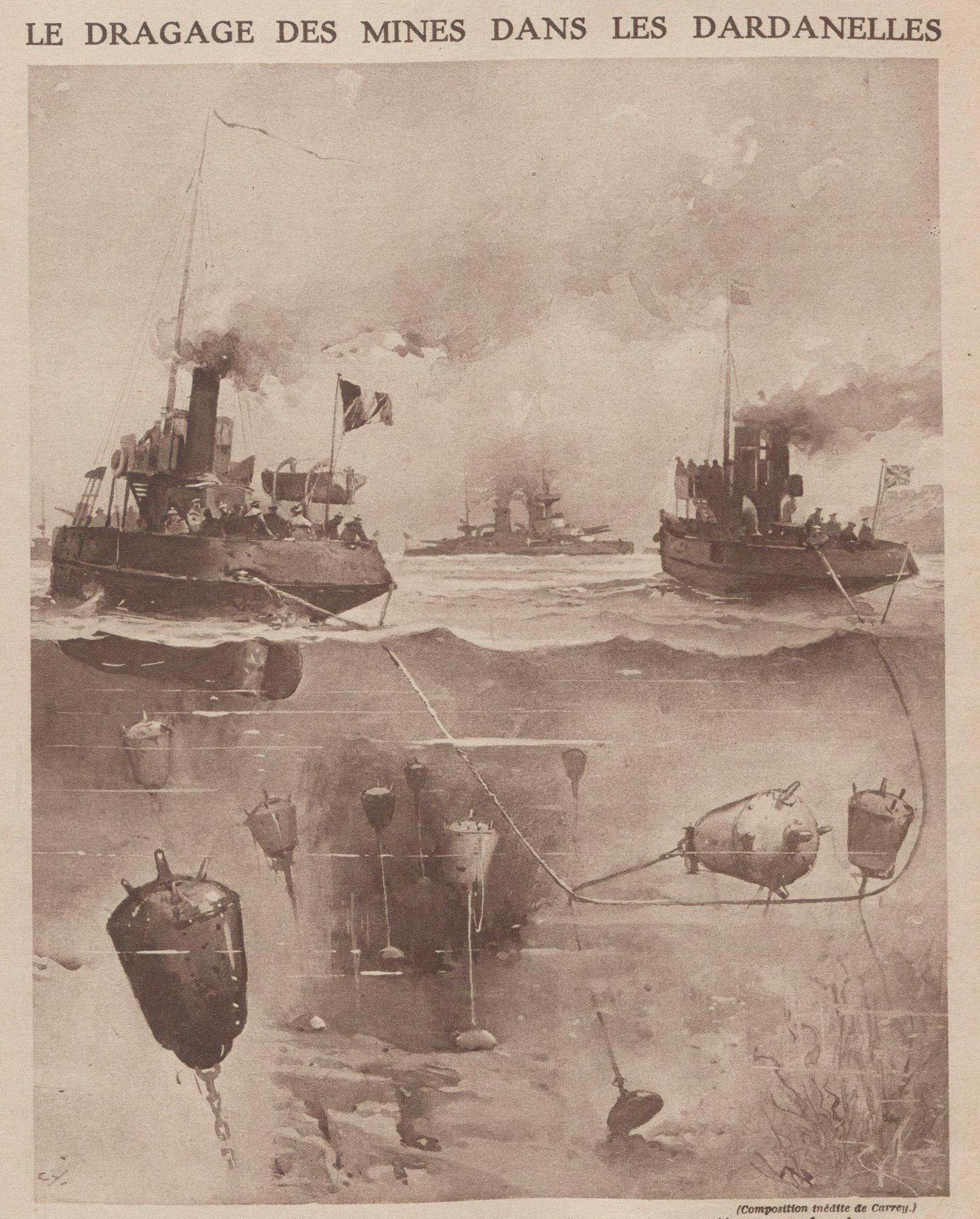
Vue d'artiste du dragage des mines dans les Dardanelles en 1915 par les forces franco-anglaises.

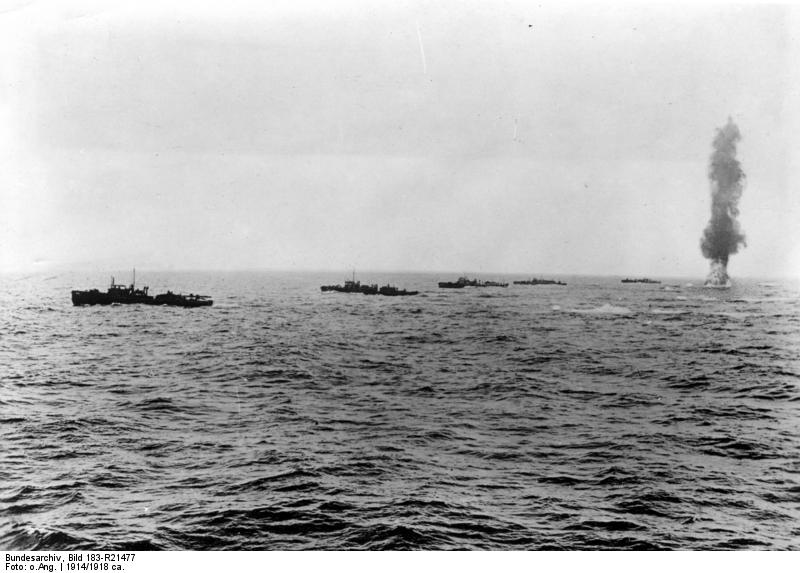
Dragage de mines en 1914 par des navires allemands.

Au cours de la Première Guerre mondiale, des chalutiers modifiés pour remorquer une drague mécanique, au lieu d'un chalut de pêche, ont été les premiers dragueurs de mines. Ces chalutiers armés rendirent de précieux services. Durant la Seconde Guerre mondiale de nombreux autres chalutiers réquisitionnés continuèrent cette mission dangereuse mais indispensable à la sécurité de la navigation.
Les dragueurs de mines conçus comme tels furent construits pendant l'entre-deux-guerres, mais au début du second conflit mondial, beaucoup de marines militaires, dont la Marine nationale française, utilisaient encore de nombreux chalutiers mobilisés équipés pour le dragage mécanique. Ce n'est que pendant la Seconde Guerre mondiale que des unités spécialisées dans la lutte contre les mines à influence magnétique, acoustiques, ou les deux combinées, sont entrées en service.
En termes de construction navale, « l'âge d'or » des dragueurs de mines est situé entre 1950 et 1970.
Le développement des électroniques des mises de feu des mines ont rendu le dragage de mines beaucoup moins efficace. La plupart des flottes de guerre ont donc remplacé le dragueur de mines par le chasseur de mines.

## EnBelgique
Juste après guerre, la Belgique fut dotée, par l'OTAN, de nombreux dragueurs de mines pour neutraliser les milliers de mines mouillées sur les côtes de la mer du Nord.
- 8 Dragueurs de mines côtiers de classe MSS (Motor Mine Sweeper) :

- 8 Dragueurs de mines/escorteurs de classe Algerine :

- 7 Dragueurs de mines océaniques de classe MSO (Mine Sweeper Ocean) :

- 16 Dragueurs de mines de petits fonds de classe MSI (Mine Sweeper Inshore) :

- 26 Dragueurs de mines côtiers de classe MSC (Mine Sweeper Coast) :

## EnFrance
Au début des années 1960, la marine nationale possédait 101 dragueurs de mines, financés pour la plupart par l'OTAN dans le cadre du Plan d'Assistance Mutuel :
- 15 dragueurs de mines océaniques de type MSO (Mine Sweeper Ocean) construits aux États-Unis ;

Pour un article plus général, voir Dragueurs de mines français de type MSO.
- 33 dragueurs de mines côtiers de type MSC (Mine Sweeper Coastal) construits également aux États-Unis ;

Pour un article plus général, voir Dragueurs de mines français de type MSC.
- 6 dragueurs de mines de type MSC, construits au Canada ;

Pour un article plus général, voir Classe Bay (dragueur de mines).
- 34 dragueurs de mines MSC de type D, construits en France ;

Pour un article plus général, voir Classe Sirius (dragueur de mines).
- 15 dragueurs de mines de petits fonds de type MSI (Mines Sweeper Inshore), construits en Grande-Bretagne ;

Pour un article plus général, voir Dragueurs de mines français de type MSI.
- 1 dragueur de mines de Type DB1, construit en France : Mercure[1].

Plusieurs dragueurs océaniques (MSO), dont cinq ont été refondus en chasseurs de mines ainsi que des dragueurs côtiers de construction française (D), ont consacré toute leur carrière à la guerre des mines. Beaucoup ont été mis en « complément de mobilisation » (en réserve « sous cocon ») ou cédés à des marines de guerre alliées. D'autres ont été affectés à des missions de patrouilleurs en métropole et en outre-mer. Enfin quelques dragueurs de petits fonds (MSI) ont été utilisés comme bateau école pour amariner les élèves de l'école des mousses et de l'école de maistrance et plusieurs dragueurs côtiers (MSC) ont assuré la formation à la conduite nautique des officiers de marine et officiers mariniers navigateurs, jusque dans les années 1990.
La marine nationale française ne possède plus de dragueur de mines, toutefois ses onze chasseurs de mines tripartites de classe Éridan sont équipés d'une drague mécanique légère pour neutraliser les mines à orin, un équipement que ne possédaient pas les cinq premiers chasseurs de mines de classe Circé, contemporains et complémentaires des dragueurs de mines. Ils ont été vendus à la marine turque.
Avec le Mercure, les 34 dragueurs de mines type D, classe Sirius ont été les premiers et les derniers dragueurs construits en France aptes à la fois au dragage mécanique et au dragage à influences magnéto-acoustiques. À la construction, une soute avait été prévue pour un appareil de détection asdic, mais celui-ci n'a jamais été installé.
Certains « sous cocon », qui ont été rayés des listes de la flotte dès 1970, ont eu une carrière active assez brève. D'autres, basés à La Pallice ont servi à la surveillance du champ de tirs de Centre d'essais des Landes (CEL) au large de Biscarrosse, de 1964 à 1981. Il s'agissait de dragueurs à turbines à gaz « Pescara », à la mécanique fragile. Les dragueurs à Diesels Pielstick, plus fiables, ont fait une carrière beaucoup plus longue et opérationnelle dans la guerre des mines ou comme patrouilleurs outre-mer. Le Phénix est celui qui a servi le plus longtemps. Reclassé patrouilleur à Cherbourg, il a été désarmé en 1992 après 37 ans de service.
Ils ont été progressivement remplacés par la mise en service, à partir de 1972, de 5 chasseurs de mines de la classe Circé et 5 dragueurs océaniques (MSO), refondus en chasseurs de mines entre 1975-1979 et désignés classe Dompaire.